# De Maakbare Mens
De Maakbare Mens is een, door de Vlaamse Overheid erkende, Belgische vrijzinnige vereniging zonder winstoogmerk (vzw) binnen het sociaal-cultureel volwassenenwerk, die werkt rond bio-ethiek.

## Ontstaan
De organisatie ontstond in 2004 uit de Humanistisch Vrijzinnige Dienst, toen een decreetswijziging van het departement cultuur, jeugd, sport en media van de Vlaamse overheid leidde tot de omvorming van de diensten tot bewegingen. Na een grondige informatieronde bleek dat er in Vlaanderen nood bestaat aan een organisatie die zich buigt over nieuwe medische en biotechnologische ontwikkelingen en de ethische vragen daarbij. De Maakbare Mens vzw diende rond dit centrale thema een beleidsplan in dat werd goedgekeurd, de vzw was daarmee officieel geboren. In 2010 werd het nieuwe beleidsplan van De Maakbare Mens vzw voor de periode 2011-2015 goedgekeurd.

## Doel
Via onder meer campagnes, activiteiten, een website, een nieuwsbrief en brochures wil De Maakbare Mens vzw een breed publiek informeren en sensibiliseren over nieuwe medische en biotechnologische ontwikkelingen en de ethische vragen daarbij. De vzw wil de belangrijke ethische vragen naar voren brengen, het maatschappelijk debat erover voeren en daar waar zij het nodig acht, aansturen op verandering.

## Overzicht campagnes en projecten
In 2005 startte De Maakbare Mens vzw haar eerste campagne De tien grootste misverstanden over genetisch testen. Met deze campagne wil de organisatie de aandacht vestigen op de talloze berichten die worden verspreid over onze genen en genetisch testen. De Maakbare Mens vzw wil het kaf van het koren scheiden door tien belangrijke misverstanden over genetisch testen te ontkrachten. De ontwikkelingen op vlak van genetica en de toepassingen ervan in de medische praktijk roepen maatschappelijke vragen op, bijvoorbeeld over hoe we het beste kunnen omgaan met genetische informatie. Door misverstanden de wereld uit te helpen hoopt De Maakbare Mens vzw bij te dragen tot een sereen debat over deze kwesties.
In 2006 richtte een nieuwe campagne van De Maakbare Mens vzw Ik hou van je met heel m'n hart zich op het tekort aan donororganen. Door het verspreiden van correcte informatie, het beantwoorden van veelgestelde vragen en het uit de wereld helpen van een aantal misvattingen met betrekking tot orgaandonatie en transplantatie wil De Maakbare Mens vzw een positieve houding tegenover orgaandonatie bevorderen. De Maakbare Mens roept iedereen met deze campagne op om zijn of haar wil inzake orgaandonatie kenbaar te maken, door zich te registreren of door erover te praten.
De volgende campagne Koelkast of medicijnkast?, werd in 2007 gelanceerd. Met deze campagne onderzocht De Maakbare Mens vzw de vele gezondheidsbeweringen op verpakkingen en in reclame voor voedingsmiddelen. Het resultaat was een kritische analyse van de medicalisatie van onze voeding, denk maar aan de vele voedingssupplementen en functionele voedingsmiddelen. De centrale boodschap van de campagne is dat men al die gezondheidsbeweringen best met een korreltje zout neemt. Wie zijn gezond verstand gebruikt, weet wel wat een gezond voedingspatroon is. Wie gezond en evenwichtig eet, heeft geen supplementen en functionele voeding nodig.
In 2008, het jaar van de Olympische Spelen, werd het startschot gegeven voor de campagne Stilstaan bij Bewegen. De campagne buigt zich over de wisselwerking tussen sport en het menselijk lichaam en over de invloed van wetenschap en technologie op de sportbeoefening. Het doel van de campagne is mensen te laten stilstaan bij de manier waarop ze aan sport doen. Competitie- en prestatiedrang krijgen ook bij recreatieve sportbeoefening vaak de overhand en brengen de mogelijke gezondheidsvoordelen in het gedrang.
In 2010 lanceerde De Maakbare Mens vzw in het kader van deze campagne het filmpje Stilstaan bij bewegen, een pleidooi voor sportief sporten.
In 2009 lanceerde De Maakbare Mens vzw in samenwerking met het Rode Kruis de campagne Doe vandaag eens iets levensbelangrijks met als doel mensen aan te moedigen zich te registreren als stamceldonor. Een behandeling met stamcellen is voor patiënten met een bloedziekte zoals bijvoorbeeld leukemie vaak een laatste kans op verbetering of genezing. Het weefseltype van donor en ontvanger moet echter voldoende overeenstemmen om de stamceltransplantatie te laten slagen. Tussen broers en zussen is die kans 1 op 4, tussen onverwante mensen is die kans 1 op 50.000. Het stamcelregister waar wie daartoe bereid is zich kan registreren als stamceldonor is toe aan uitbreiding.
Tussen de campagnes door zet De Maakbare Mens vzw zich ook in voor andere projecten. Zo was er een project rond de maakbaarheid van het menselijke brein met een lezingencyclus 'Een blik op het brein’ waarbij verschillende toepassingen van het hersenonderzoek aan bod kwamen zoals bijvoorbeeld neuromarketing. Dit project leidde ook tot de publicatie van de brochure Het brein van nu en straks, in opdracht van De Maakbare Mens vzw geschreven door wetenschapsfilosoof Geerdt Magiels.
Bij een ander project stond maakbare schoonheid centraal. In 2005 organiseerde De Maakbare Mens vzw in dit kader een enquête over plastische chirurgie waarin de mening van Vlamingen over esthetische ingrepen werd gepeild. Dit project leidde tot de publicatie van Plastische chirurgie. Lees de bijsluiter. Naast achtergrondinformatie over plastische chirurgie bevat de brochure praktische tips voor wie een ingreep overweegt. Naar aanleiding van dit project werden een aantal beleidsaanbevelingen gedaan. Zo pleit De Maakbare Mens vzw ervoor dat enkel erkende plastisch chirurgen esthetische ingrepen mogen uitvoeren.
Daarnaast laat De Maakbare Mens vzw regelmatig haar kritische stem horen in de media. Zo lanceerde De Maakbare Mens vzw al verschillende malen een oproep voor een wettelijk kader voor draagmoederschap, onder andere naar aanleiding van de zaak baby Donna.
In 2011 bracht De Maakbare Mens vzw een eerste boek uit 'Goed, beter, best? Over de maakbaarheid van de mens'. Het boek is het resultaat van vijf jaren inhoudelijk werk dat De Maakbare Mens vzw heeft geleverd over thema's als genetisch testen, orgaandonatie, medicalisering en stamcellen. Op een overzichtelijke wijze biedt het boek inzicht in meerdere van deze medische en biotechnologische ontwikkelingen. Bovendien werpen de teksten ook een kritische blik op de ethische en maatschappelijke vragen die eruit voortvloeien. Elk thema wordt toegelicht met een informatieve tekst en een interview met een deskundige ter zake: Catherine Verfaillie, Bernard de Hemptinne, Phillip Blondeel, Jacques Rogge, Fred Louckx, Dirk De Ridder en Jenneke van den Ende. De eerste Dag van De Maakbare Mens wordt georganiseerd waarbij in tal van activiteiten de thema's waar de organisatie de voorbije jaren rond werkte worden besproken.
In 2012 start De Maakbare Mens vzw een nieuwe campagne, ditmaal staat de reproductieve geneeskunde en gameetdonatie centraal. De organisatie wil met de campagne informatie verspreiden over vruchtbaarheidsproblemen, wil misverstanden over vruchtbaarheidsbehandelingen aanpakken, een mentaliteitswijziging in verband met vruchtbaarheidsproblemen en behandelingen op gang brengen en het tekort aan sperma- en eiceldonoren onder de aandacht brengen. Tevens organiseert De Maakbare Mens vzw samen met LEIF en de Belgische Transplantatievereniging een symposium over orgaandonatie na euthanasie. De eerste Prijs De Maakbare Mens wordt in 2012 uitgereikt aan Patrick Allegaert en Annemie Caillau, bezielers van het Gentse museum dr. Guislain.
In 2013 wordt de tweede Dag van De Maakbare Mens georganiseerd.
In 2014 wordt de tweede Prijs De Maakbare Mens uitgereikt aan Stephanie Keustermans, een jonge vrouw die twee keer een dubbele longtransplantatie onderging en aan de wieg staat van vzw Reborn to be Alive, die zich inzet voor orgaandonatie.
Op 24 april 2016 ontving Petra De Sutter de derde Prijs De Maakbare Mens.

## Praktisch
Heidi Mertes is voorzitter van De Maakbare Mens vzw met Ignaas Devisch als ondervoorzitter. Zij wordt bijgestaan door een Raad van Bestuur en Algemene Vergadering bestaande uit deskundigen uit verschillende vakgebieden. De organisatie heeft haar hoofdkantoor in Antwerpen en heeft 7 voltijdse medewerkers in dienst. De Maakbare Mens vzw is een lidvereniging van de deMens.nu.